# Sybra kaszabiana
Sybra kaszabiana là một loài bọ cánh cứng trong họ Cerambycidae.